# 金融资产管理公司
金融资产管理公司，按照2000年11月1日中华人民共和国国务院第32次常务会议通过并颁布的《金融资产管理公司条例》，是指经国务院决定设立的收购国有银行不良贷款，管理和处置因收购国有银行不良贷款形成的资产的国有独资非银行金融机构。

## 行業排名
截至2020年6月30日, 以下為全球十大資產管理公司 （按AUM计）：
| 排名 | 資產管理公司                  | Total AUM (US$ Billion) |
| ---- | ----------------------------- | ----------------------- |
| 1    | 貝萊德 (BlackRock)            | 7,318                   |
| 2    | 領航投資 (The Vanguard Group) | 6,100                   |
| 3    | 瑞銀集團 (UBS)                | 3,518                   |
| 4    | 富達投資 (Fidelity)           | 3,319                   |
| 5    | 道富公司 (State Street)       | 3,054                   |
| 6    | 安聯 (Allianz Group)          | 2,350                   |
| 7    | 摩根大通集團 (J.P. Morgan)    | 2,511                   |
| 8    | 高盛集團 (Goldman Sachs)      | 2,057                   |
| 9    | 紐約梅隆銀行 (BNY Mellon)     | 1,961                   |
| 10   | 太平洋投資管理公司 (PIMCO)    | 1,920                   |

## 列表
中国目前有四家金融资产管理公司：
- 中国信达资产管理公司 → 中国信达资产管理股份有限公司
- 中国长城资产管理公司 → 中国长城资产管理股份有限公司
- 中国东方资产管理公司 → 中国东方资产管理股份有限公司
- 中国华融资产管理公司 → 中国华融资产管理股份有限公司